# 下田治美
下田 治美（しもだ はるみ、1947年7月25日 - 2011年9月5日）は、日本の作家・エッセイスト。

## 人物・来歴
東京都生まれ。結婚したが夫に愛想を尽かし、離婚ののち出産、一人で子育てをしつつ執筆活動を始め、1984年、37歳で最初の著作『離婚聖書』を上梓する。以後離婚や子育てに関するエッセイを年一冊ずつ刊行、小説にも手を染め、1992年の『愛を乞うひと』で、実母の虐待を受ける少女を描いて衝撃を与え、1998年には映画化された。その後、子供の自立や医者批判をテーマにした本などを上梓している。

## 著書
- 『離婚聖書』山手書房 1984 『離婚バイブル』と改題、新潮文庫
- 『さ・よ・う・な・ら あなたの離婚は損か得か!?』主婦の友社 1985
- 『妻菌病 こんな女が家族を破滅させる』日本経済通信社 1986
- 『同級生』情報センター出版局 1991 のち角川文庫
- 『夫のレンアイ』情報センター出版局 1991 『だれだって、純愛上手』と改題、角川文庫
- 『愛を乞うひと』情報センター出版局 1992 のち角川文庫
- 『ユキの伝言』角川書店 1998 のち文庫
- 『やっと名医をつかまえた 脳外科手術までの七十七日』新潮社 1999 のち文庫
- 『精神科医はいらない』角川書店 2001 のち文庫

## 註
1. ↑  『文藝年鑑 2012』新潮社、2012年、185頁。ISBN 978-4-10-750038-0。
2. ↑  精神科医はいらない / 下田 治美【著】 - 紀伊國屋書店ウェブストア